# محوطه کورگ
محوطه کورگ مربوط به دوره ساسانی است و در استان ایلام، بخش مرکزی شهرستان شیروان و چرداول، دهستان شباب، روستای بلاوه تره واقع شده. این اثر در تاریخ ۳۰ دی ۱۳۸۵ با شمارهٔ ثبت ۱۶۹۰۴ به عنوان یکی از آثار ملی ایران به ثبت رسیده است.